# Vices and Virtues
| Recensione    | Giudizio |
| ------------- | -------- |
| AllMusic      |          |
| Sputnik Music |          |

Vices and Virtues è il secondo album della band Art of Dying e il primo pubblicato sotto l'etichetta di David Draiman e Dan Donegan.

## Tracce
1. Die Trying – 3:49
2. Get Thru This – 2:43
3. Sorry – 4:25
4. Whole World's Crazy – 3:45
5. Completely – 3:23
6. I Will Be There – 3:51
7. You Don't Know Me – 3:06
8. Raining (feat. Adam Gontier) – 3:57
9. Best I Can – 5:03
10. Straight Across My Mind – 4:21
11. Breathe Again – 4:12

Tracce bonus della Deluxe Edition
1. Better Off – 3:00
2. Watching You Watching Me – 3:51

## Formazione
- Jonny Hetherington – voce
- Greg Bradley – chitarra solista
- Tavis Stanley – chitarra ritmica, cori
- Cale Gontier – basso, cori
- Jeff Brown – batteria

## Classifiche
| Classifica                | Posizione massima |
| ------------------------- | ----------------- |
| Stati Uniti (alternative) | 21                |
| Stati Uniti (hard rock)   | 9                 |
| Stati Uniti (heatseekers) | 1                 |
| Stati Uniti (rock)        | 31                |
| Stati Uniti               | 117               |